# 李武荣
李武荣（리무영，1948年4月8日—）籍贯不详，朝鲜民主主义人民共和国政治家。

## 生平
李武荣曾任南兴青年化学联合企业总工程师。2002年起，李武荣担任南兴青年化学联合企业经理。2003年9月，出任朝鲜民主主义人民共和国化学工业相。2011年5月31日，根据最高人民会议常任委员会政令，出任朝鲜民主主义人民共和国内阁副总理，接替2011年4月去职的李泰南。1998年9月起，李武荣连续当选为第十、十一、十二届最高人民会议代议员。2010年9月，在朝鲜劳动党第三次代表会议上，李武荣当选为朝鲜劳动党中央委员。2013年12月，张成泽被打倒并处决后，韩国媒体传说朝鲜的两位副总理李武荣与盧斗哲逃往中国，获得中国政府庇护。但2013年12月13日中华人民共和国外交部发言人洪磊对此予以否认。